# NGC 143
NGC 143은 고래자리 방향에 있는 나선 은하이다. 미국의 천문학자 프랭크 뮬러에 의해 발견되었다.